# Wilfried Happio
Wilfried Happio (né le 22 septembre 1998 à Bourg-la-Reine) est un athlète français spécialiste du 400 m haies.

## Biographie

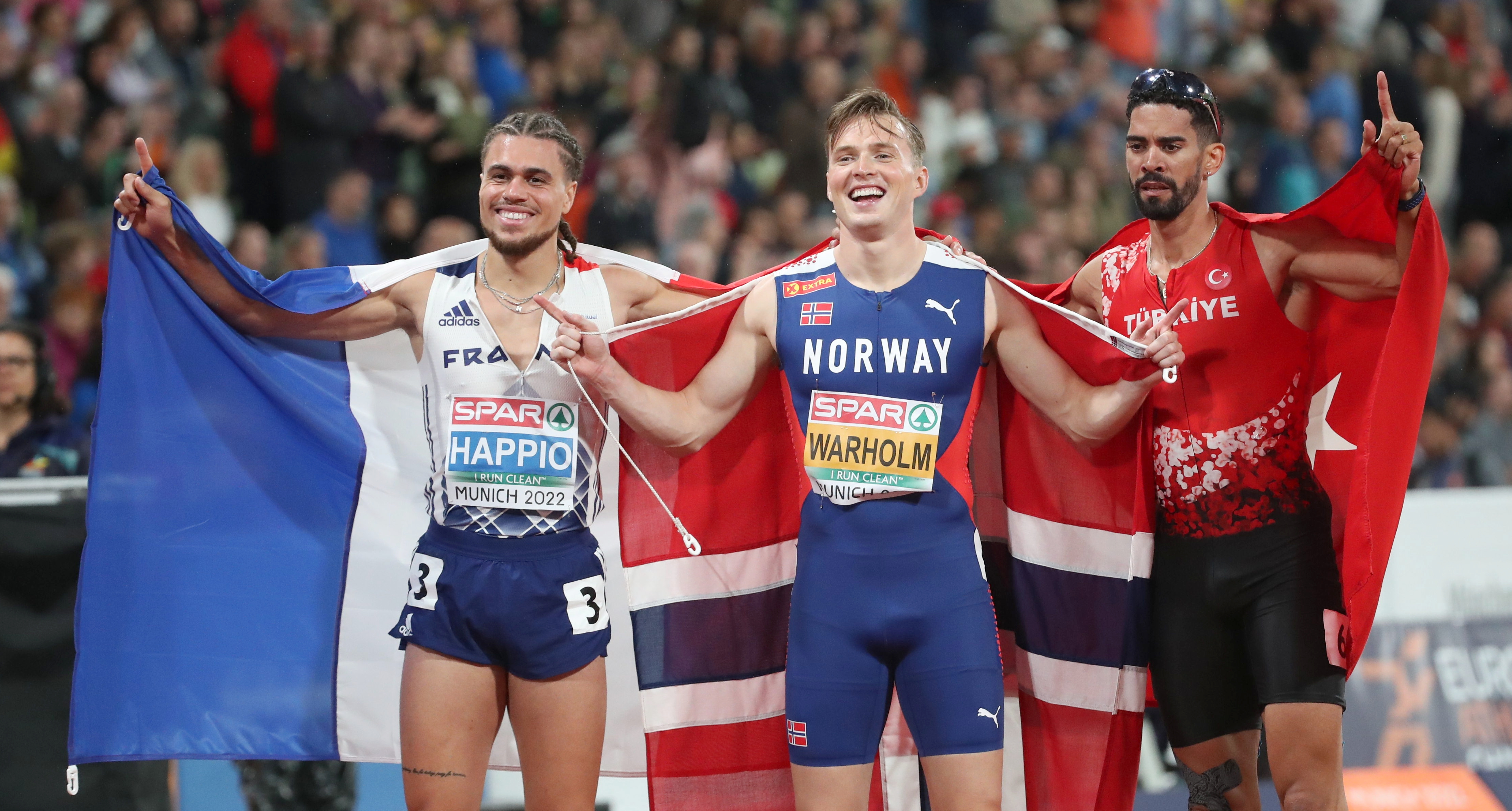
Podium du 400 m haies des championnats d'Europe 2022.

Il remporte la médaille d'or du 400 m haies et la médaille d'argent du relais 4 × 400 m lors des championnats d'Europe juniors 2017.
En 2019, il est sacré champion d'Europe espoir du 400 m haies et remporte par ailleurs son premier titre national à l'occasion des championnats de France 2019.
Lors des Jeux olympiques de Tokyo en 2020, il va jusqu'en demi-finale du 400m haies avec un chrono de 49 s 49.
Lors des championnats du monde 2022 à Eugene (Etats-Unis), il bat une première fois son record personnel en demi-finales (48 s 14), se classant 2e de sa course derrière le champion olympique et recordman du monde Karsten Warholm, et devenant le deuxième Français le plus rapide de l'histoire sur 400m haies, puis, en finale, il passe pour la première fois sous les 48 secondes, terminant 4e en 47 s 41, à 2 centièmes du podium et à 4 centièmes du record de France de Stéphane Diagana.
Il décroche la médaille d'argent aux championnats d'Europe d'athlétisme 2022 à Munich.

## Accusations de violences
En 2020, Happio est accusé de violence sur l'athlète de triple saut Janet Scott, avec qui il a eu une brève relation amoureuse. La commission a estimé, après son jugement, que les faits n'étaient « pas suffisamment établis », et s'est dite incapable « d'établir si M. Happio a agressé Mme Scott ou s'il a agi en situation de légitime défense ».
En 2022, il est visé par une plainte pour des faits d'agression sexuelle remontant à 2021 qui auraient été commis contre une autre athlète pensionnaire de l'INSEP, spécialiste du triple saut. Le 25 juin 2022, au cours des championnats de France à Caen, vingt minutes avant le départ du 400 m haies, il est agressé par le frère de la plaignante à qui elle s'était confiée. L'altercation a eu lieu sur la piste d'échauffement du lycée Malherbe, à 500 mètres du stade Hélitas. Malgré cet incident et concourant avec un bandeau noir de travers cachant un bandage sur son œil gauche, il décroche la première place et bat, avec un chrono de 48 s 57, son record personnel. Le 20 décembre 2022, il est placé en garde à vue dans le cadre de l'enquête pour agression sexuelle. En juin 2023, la plainte est classée sans suite.
En 2024, une ex compagne témoigne de violences conjugales. Cette dernière porte plainte le 13 décembre 2024 pour des violences subies en 2018 et 2019.

## Controverse
Le 30 janvier 2025, il est suspendu provisoirement pour manquement à ses obligations anti-dopages par l'AIU. Happio aurait ainsi manqué à ses obligations de localisation au cours des derniers douze mois. Il risque une suspension de 2 ans, suspension fixée à 18 mois.

## Palmarès

### International
| Date | Compétition                   | Lieu     | Résultat    | Discipline  | Temps        |
| ---- | ----------------------------- | -------- | ----------- | ----------- | ------------ |
| 2017 | Championnats d'Europe juniors | Grosseto | 1er         | 400 m haies | 49 s 93      |
| 2017 | Championnats d'Europe juniors | Grosseto | 2e          | 4 × 400 m   | 3 min 9 s 04 |
| 2019 | Championnats d'Europe espoirs | Gävle    | 1er         | 400 m haies | 49 s 03      |
| 2022 | Championnats du monde         | Eugene   | 4e          | 400 m haies | 47 s 41      |
| 2022 | Championnats d'Europe         | Munich   | 2e          | 400 m haies | 48 s 56      |
| 2024 | Jeux Olympiques               | Paris    | Demi-finale | 400 m haies | 48 s 66      |

### National
- Championnats de France d'athlétisme :
  - vainqueur du 400 m haies en 2019, 2020, 2021, 2022 et 2023.

## Records
| Épreuve     | Épreuve   | Temps   | Lieu      | Date            |
| ----------- | --------- | ------- | --------- | --------------- |
| 400 m       | Plein air | 48 s 38 | Tourcoing | 8 mai 2022      |
| 400 m       | En salle  | 47 s 50 | Eaubonne  | 2 février 2019  |
| 400 m haies | Plein air | 47 s 41 | Eugene    | 19 juillet 2022 |